# Корабинский, Ян Матей
Ян Матей Корабинский (словац.  Ján Matej Korabinský; 23 февраля 1740, Прешов — 23 июня 1811, Братислава) — словацкий учëный, основатель словацкой статистической географии, картограф, историк, энциклопедист, педагог, журналист.

## Биография
Родился в семье учителя. После окончания гимназии в г. Прешове, до 1756 года обучался в Евангелическом лицее в Братиславе. Позже в 1770—1772 годах изучал теологию, философию, историю и естествознание в университете «Alma Ernestina» в Ринтельне.
Будучи 19-летним уже работал преподавателем лицея в Братиславе (1760—1770). Занимался частным воспитанием детей знати.
В 1761 году основал высшую школу для девочек и до 1768 преподавал в ней. Позже был совладельцем книжного магазина и издательства «Weber und Korabinskyscher Verlag» в Братиславе.
Совершил двухлетнюю поездку в Германию в 1770—1772, где изучал опыт работы различных социальных учреждений — детских домов и приютов для бедных. Одновременно слушал лекции по теологии, философии и математике.
В 1773—1784 годах работал редактором в газете «Pressburger Zeitung», сотрудничал с еженедельником «Pressburgisches Wochenblatt».
В 1789 переехал в Вену, где работал в качестве репетитора в семье крупного промышленника. Позже вновь вернулся в Братиславу.
Занялся литературным творчеством, стал писателем и публицистом. Регулярно помещал статьи в братиславских газетах.

## Научная деятельность
Я. Корабинский — автор Венгерского Альманаха за 1778 год ((Almanach von ungarn auf das Jahr 1778).
В 1781 году опубликовал в Праге и Братиславе детальную монографию «Описание Королевского венгерской главного свободного города Братислава» (Пре́шпорка) и его окрестностей (Bseschreibung der königlich — ungarischen Haupt-, Frey — und Krönungstadt Pressburg) на 137 страницах. В книге приведены названия древнейших народов живших в прошлом в этой местности. Примерно две трети этой публикации содержится описание топографического расположения улиц, площадей, старой центральной части города и пригородов.
В 1786 году в Братиславе издал энциклопедический по форме — географическо—исторический Лексикон Венгрии (Geographisch-historisches und Produkten-Lexikon von Ungarn). В нëм содержатся основные топографические, демографические, этнические, политические, административные, экономические и культурно-исторические данные всех районов страны, а также географические карты, которые составили полный атлас Австро-Венгерской империи. В Лексиконе приведены наименования, местонахождение и собственность местных муниципалитетов, исторические данные, описано большинство представителей минерального, растительного и животного мира всех районов империи, сельское хозяйство и промышленность, мануфактуры и ремесла, лекарственные и термальные источники, полезные ископаемые, научные и художественные достопримечательности. В реестре приведены немецкие, венгерские, латинские, хорватские, румынские и словацкие названия городов и сëл. Второе издание Лексикона Венгрии было опубликовано в 1801 году в Вене.
В 1787 году издал Сборник родовых гербов венгерских магнатов и дворян на 112 листах, Статистические таблицы (Geographisch-statistische Tabellen von ganzen Erdbode), а также Гидрологические, экономические и этнографические карты Венгрии (Novisima regni Hungariae potamographica et celluris productorum tabula), Малый Атлас столиц Австро-Венгерской империи. Эта работа Я. Корабинского содержит много интересных подробностей. Атлас включает в себя карту, с хорошими рисунками Высоких Татр и пика Ломницки-Штит. Главное, однако, это отмеченные значками, впервые в империи, места компактного проживания населения по этнической и религиозной принадлежности.
В Вене им была подготовлена первая экономико-географическая карта Венгрии в масштабе 1:1000000, которая указывала промышленные центры, шахты, этнический состав населения, а также курорты, пещеры и места обитания животных, птиц и рыб.
В 1788 в Братиславе он издал небольшой турецко-немецко-венгерско-чешский словарь с краткими данными по турецкой грамматике (рассматривается специалистами, как основная лексикографическая работа ученого, которая является важным источником для изучения истории словацкого литературного языка).
В 1791 году выпустил Географическую карту Венгрии.
В 1804 году карманный Атлас Венгерского королевства (Atlas regni Hungariae portabilis) и многое другое.

## Память
- В Братиславе его именем названа улица.
- На здании колледжа в Прешове установлена мемориальная доска.
- Набережная имени генерала армии Людвика Свободы в Братиславе первоначально носила имя Я. Корабинского.